# De Schaal van Pascale
De Schaal van Pascale was een Vlaams programma dat werd gepresenteerd door Kürt Rogiers. De juryleden van dienst zijn Pascale Naessens, Rudie Delanghe en Tortus. Het programma startte op 6 september 2022 en werd uitgezonden op VTM.

## Opzet
Op zoek naar de beste amateur-pottenbakker.

## Kandidaten
| Kandidaten | Leeftijd | Beroep                    | Plaats          | Resultaat                                |
| ---------- | -------- | ------------------------- | --------------- | ---------------------------------------- |
| Frederic   | 23       | Slager                    | Kapellen        | Afgevallen in aflevering 1               |
| Julie      | 37       | Docente animatiefilm      | Genk            | Afgevallen in aflevering 2               |
| Jean-Yves  | 46       | Winkeluitbater            | Kortrijk        | Afgevallen in aflevering 3               |
| Lucas      | 30       | Leerkracht                | Deinze          | Afgevallen in aflevering 4               |
| An †       | 53       | Keukenadviseur            | Sombeke         | Afgevallen in aflevering 5, halve finale |
| Stephan    | 33       | Bezorgheld                | Sint-Lenaarts   | Afgevallen in aflevering 6, de finale    |
| Anaïs      | 28       | Illustrator               | Gent            | Afgevallen in aflevering 6, de finale    |
| Sofie      | 29       | Administratief medewerker | Sint-Amandsberg | Winnares                                 |

## Overzicht
| Afl. | Uitzenddatum      | Kijkcijfers | Opdracht                  |
| ---- | ----------------- | ----------- | ------------------------- |
| 1    | 6 september 2022  | 178.000     | Servies maken             |
| 2    | 13 september 2022 | 211.574     | Potten met deksels (raku) |
| 3    | 20 september 2022 | 207.401     | Bloempot                  |
| 4    | 27 september 2022 | 231.190     | Lamp                      |
| 5    | 4 oktober 2022    | 206.406     | Schaal                    |
| 6    | 11 oktober 2022   | 262.051     | Aperoset                  |